# Banque d'État du Maroc
Pour les articles homonymes, voir BEM.
La Banque d'État du Maroc (BEM) est une banque fondée à Tanger au Maroc en 1907. Devenue la banque centrale du pays dès 1956, elle disparaît en 1967, remplacée par la Bank Al-Maghrib.

## Historique
À partir des années 1880, plusieurs projets privés européens apparaissent sans succès en vue d'établir une banque d'État au Maroc. La Banque de Paris et des Pays-Bas se lance à son tour dans ce projet. En 1903, un accord est trouvé entre le gouvernement français et la Banque de Paris et des Pays-Bas autour de la question du projet d'emprunt marocain, accord qui se traduit par un compromis avec le gouvernement marocain sur la création d'une banque d'État. Des négociations débutent alors sur la création de cet établissement entre Eugène Goüin, président de la Banque de Paris et des Pays-Bas, et Delcassé et Rouvier, pour le gouvernement français. Saint-René Taillandier, Charles de Beaupoil de Saint-Aulaire et Eugène Regnault assurant le rapport avec le Sultanat quant au projet de banque d'État.
La Banque d'État du Maroc est créée, sous cette appellation, en 1907, à la suite du traité d'Algésiras de 1906 : est accordé à cet établissement financier un privilège exclusif d'émission monétaire et de trésorier-payeur de l'empire. Elle est également l'organe régulateur de la situation monétaire, avec le monopole d'achat de métaux précieux, de frappe et refonte des monnaies, et de toutes opérations pour le gouvernement. Elle bénéficie également du droit de préférence pour les emprunts.
Le capital est fixé à 15 400 000 francs français (ou peseta espagnole) réparti entre les pays signataires (Espagne, France, Italie, Grande-Bretagne, Allemagne), à l’exception des États-Unis. Léopold Renouard, vice-président de la Banque de Paris et des Pays-Bas, prend la présidence du nouvel organisme. Cette banque, qui était le chef de file des actionnaires français et avait piloté en partie la création de la banque, allait longtemps maintenir son contrôle sur la Banque d'État du Maroc. Le siège social est installé à Tanger et les conseils d'administration à Paris ; les réunions préalables s'étaient déroulées au 3 de la rue Volney à Paris. La banque est régie par le droit français.
Le réseau bancaire du Comptoir national d'escompte de Paris établi sur place est alors attribué à la Banque d'État du Maroc.
La banque, qui assure un certain nombre de prérogatives similaires à une banque centrale, devient un institut d'émission de billets et de pièces de monnaie (elle émet au départ des billets libellés en rial), une banque de dépôts, et trésorier-payeur.
À l'origine composée de trois agences principales (Tanger, Casablanca et Mogador), elle passe rapidement à six agences, avec Rabat, Oujda et Mazagan.
Dès 1920, elle émet des billets en franc marocain.
En janvier 1959, à la suite de négociations entre l'État marocain et l'État français, le Maroc récupère son privilège d’émission et lance le dirham marocain. La Banque d'État du Maroc disparait alors au profit de la Banque du Maroc, devenue en 1967 la Bank Al-Maghrib.

## Dirigeants

### Liste des présidents
- Léopold Renouard : 1907-
- Stéphane Adolphe Dervillé
- Jules Cambon
- Henri Deroy